# Haim
Pour les articles homonymes, voir Haim (homonymie).
Haim (prononcé /haɪm/ ; également stylisé HAIM) est un groupe américain, originaire de Los Angeles (Californie). Il est composé des trois sœurs : Este (en), Danielle et Alana Haim.
Le plus souvent comparée à Fleetwood Mac, la musique de Haim est décrite comme un mélange de « new-folk », à mi chemin entre les sons nineties et le R&B. Le groupe a joué au festival de Glastonbury en 2013 et est rentré, la même année, dans le Top des meilleurs sons du classement BBC. Les trois sœurs sont signées par le label de management musical américain Roc Nation, créé par le rappeur Jay-Z.

## Historique

### 2012-13: début de carrière etForever
Après avoir été première partie d'Edward Sharpe and the Magnetic Zeros, de The Henry Clay People et de Kesha, le groupe sort son premier EP Forever, composé de cinq titres. Le groupe va ensuite partir en tournée de nouveau en étant première partie, cette fois de Mumford & Sons et de Florence and the Machine.
Le 4 janvier 2013, la BBC nomme le groupe Sound of 2013.

### 2013-14:Days Are Gone
Entre les sessions d'enregistrement et les tournées, il fallut un an au groupe pour enregistrer leur premier album, Days Are Gone. Dans cet album, le groupe une touche d'une part hip pop et R&B a leur son traditionnel en plus d'un ajout de nuances pop avec l'utilisation de synthétiseurs.
L'album fut un succès critique en obtenant une moyenne de 79/100 sur le site d'agrégateur de critique Metacritic et populaire en ce classant n°1 des ventes d'albums au Royaume-Uni et n°6 aux États-Unis. Enfin, l'album est certifié disque d'or au Royaume-Uni par la British Phonographic Industry.

### 2014-18: tournées etSomething to Tell You
En 2014, le groupe gagne le prix "Best International Band" (Meilleur groupe international) par le journal NME. Le groupe est en cours d'écriture de son second album lorsqu'elles participent aux bandes originales d'Hunger Games : La Révolte, partie 1 et de Divergente 2 : L'Insurrection. Elles participent aussi au titre Pray to God de Calvin Harris, issu de son album Motion.
En 2015, le groupe est première partie de Taylor Swift, avec qui elles se sont liées d'amitié. Le groupe est nommé à la 57e cérémonie des Grammy Awards dans la catégorie "Best New Artist".
Le 3 mai 2017, le groupe sort Want You Back, premier extrait de leur second album Something to Tell You qui sort le 7 juillet 2017. Le groupe va interpréter deux titres au Saturday Night Live, Want You Back et Little of Your Love.
En 2018, le groupe part pour une tournée intitulée Sister Sister Sister Tour qui va sillonner l'Europe, le Royaume-Uni et les Etats-Unis.

### Depuis 2018: Women In Music, Pt. III
En 2019, le groupe sort le titre Summer Girl en juin, puis le titre Now I'm In It en octobre 2019 et Hallelujah en novembre.
Le 20 mars 2020, le groupe annonce la sortie de son troisième album Women in Music, Pt. III le 24 avril 2020, mais l'album ne sortira finalement que le 26 juin à cause du coronavirus.
En août 2020, il est annoncé qu'Alana a été choisie pour intégrer le casting du film Licorice Pizza, Este et Danielle ont aussi obtenues des rôles secondaires dans ce film.
En décembre 2020, Taylor Swift annonce la sortie de son neuvième album Evermore, dans lequel le groupe participe avec le titre No Body, No Crime.
En février 2021, le groupe sort un remix du titre Gasoline en collaboration avec Taylor Swift, et un remix du titre 3 AM avec Thundercat, les pistes sont présentes dans la réédition de leur album.
En mars 2021, le groupe est nommé dans deux catégories à la 63e cérémonie des Grammy Awards, avec une nomination pour Women in Music Pt. III dans la catégorie Album of the Year et une nomination pour le titre The Steps dans la catégorie Best Rock Performance.

## Membres du groupe
- Este Haim (en) : voix, basse, percussions
- Danielle Haim : voix, guitare, percussions
- Alana Haim : voix, guitare, percussions, clavier

## Discographie

### Albums studio
- 2013 : Days Are Gone
- 2017 : Something to Tell You
- 2020 : Women in Music Pt. III[14]
- 2025 : I Quit

### Singles
- 2012 : Forever
- 2012 : Don't Save Me
- 2013 : Falling
- 2013 : The Wire
- 2014 : If I Could Change Your Mind
- 2014 : My Song 5 (featuring A$AP Ferg)
- 2017 : Want You Back
- 2017 : Little of Your Love
- 2018 : Nothing's Wrong
- 2019 : Summer Girl
- 2019 : Now I'm In It
- 2019 : Hallelujah
- 2020 : The Steps
- 2020 : Don't Wanna

### Singles en featuring
- 2014 : Stromae featuring Lorde, Pusha T, Q-Tip & HAIM - Meltdown
- 2014 : Bastille featuring HAIM - Bite Down
- 2015 : Calvin Harris featuring HAIM - Pray to God
- 2015 : M83 featuring HAIM - Holes in the Sky
- 2018 : Dirty Projectors featuring HAIM - That's a Lifestyle
- 2018 : Twin Shadow featuring HAIM - Saturdays
- 2019 : Charli XCX featuring HAIM - Warm
- 2019 : Gesaffelstein featuring HAIM - So Bad
- 2020 : Taylor Swift featuring HAIM - no body, no crime

## Filmographie
Le groupe a tourné plusieurs clips sous la direction de Paul Thomas Anderson.
- Valentine (2017)
- Little of Your Love (2017)
- Summer Girl (2019)
- Now I'm In It (2019)
- Hallelujah (2019)
- The Steps (2020)
- Man From The Magazine (2020)
- Lost Track (2022)

Les trois sœurs jouent dans le long métrage Licorice Pizza, du même réalisateur.